# Chapati
Ne doit pas être confondu avec Chapati tunisien.
Le chapati est un pain du monde indien, traditionnellement élaboré sans levain (ni levure).
En hindi, चपाती, ćapātī, est un nom féminin. En français, l'usage hésite entre le et la chapati.

## Fabrication des chapatis

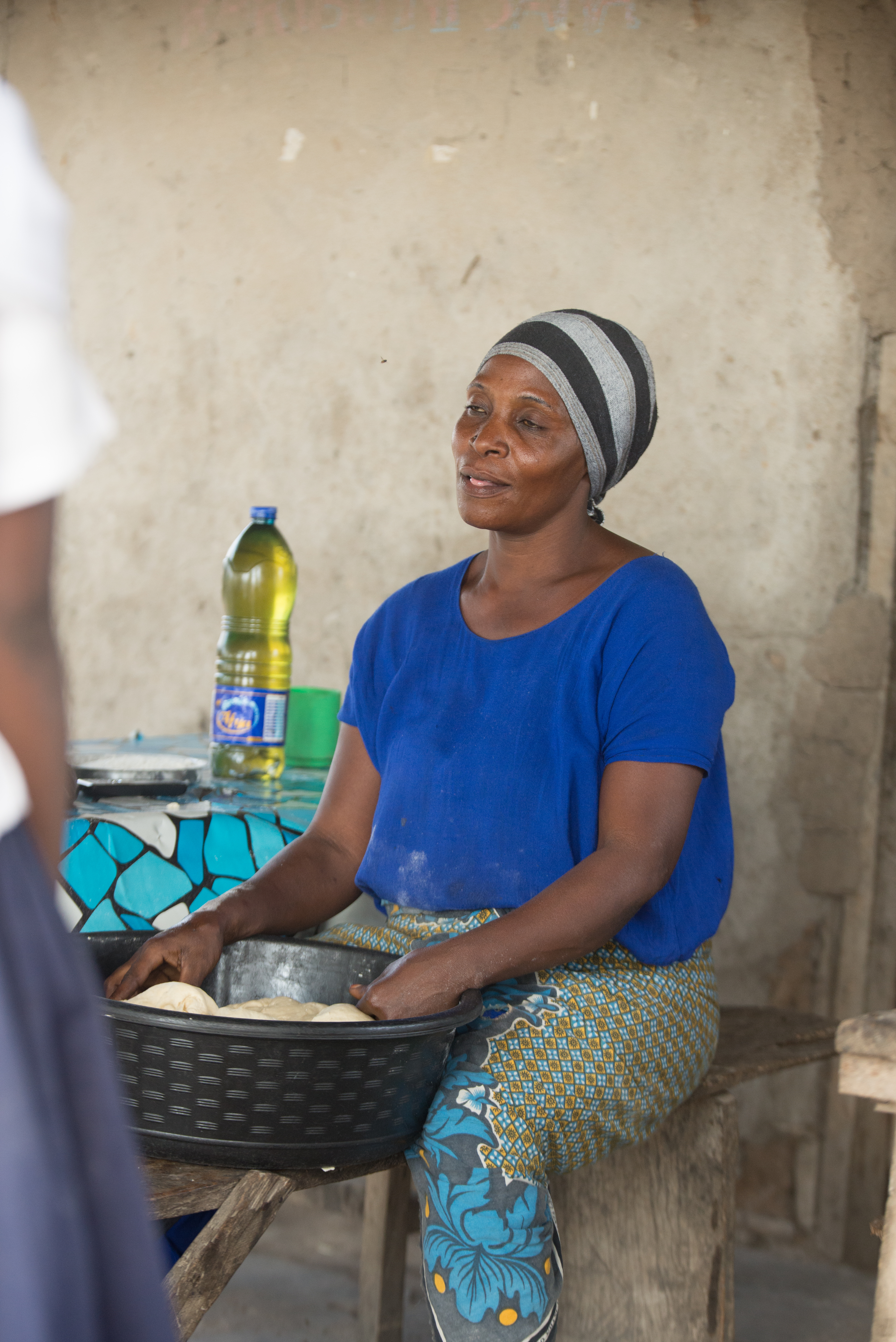
Fabrication du chapati en Tanzanie.

Traditionnellement, il se confectionne à partir d'une pâte de farine de blé complète (atta) et d'eau (avec ou sans sel).
Après avoir bien pétri la pâte, on la laisse reposer entre 10 minutes et une demi-heure. On divise ensuite la boule de pâte en petits morceaux que l'on aplatit en disques très fins. Traditionnellement, on ne s'aide d'aucune surface de travail pour aplatir la pâte mais on procède en l'air, en frappant la feuille d'une main sur l'autre. La feuille est cuite très rapidement sur une plaque métallique (tawa). Quand des boursouflures se forment à la surface, on retourne la feuille.
Il est consommé dans la majeure partie de l'Inde, au Pakistan et ailleurs dans le sous-continent indien (notamment au Népal et au Bangladesh), dans les îles de l'Océan indien (notamment aux Maldives et aux Mascareignes), en Afrique de l'Est, et dans les Caraïbes (notamment au Suriname et à Trinité-et-Tobago). Les morceaux de chapati sont roulés en cornets de façon à être utilisés comme cuillère pour consommer la sauce du dhal. Les chapatis sont parfois préparés à partir d'un mélange avec de la farine de maïs, de millet ou même de riz.
Les mêmes abaisses de pâte légèrement graissées de ghi des deux côtés produisent après cuisson des roti, ceux-ci pouvant être fourrés d'œuf, d'oignon, de cari de pomme de terre ou de carotte.
Avec un appareil assez similaire, comportant un peu d'huile et des graines de cardamome, et dont on replie les abaisses en quatre avant de les abaisser à nouveau au rouleau, il est possible de fabriquer des paratha, légèrement feuilletés et qui peuvent être aussi fourrés.

## La conspiration des chapatis
En 1857, les Britanniques observèrent une pratique étrange que certains pensent être le signal du déclenchement de la révolte des Cipayes. Une chaîne se forma, peut-être à partir de Kâmpur, de la façon suivante : chaque gardien de village, appelé chaukidar, préparait dix chapatis dont il donnait une paire à un autre chaukidar, touchant ainsi cinq villages, tous les villages de la vallée du Gange étant ainsi joints en dix jours. Certains pensent qu'il s'agit là de la méthode utilisée pour transmettre le signal de l'insurrection. Cependant, tous les historiens ne sont pas d'accord sur cette interprétation, et pour eux la chaîne garde alors tout son mystère.